# Tollard Royal
Tollard Royal – wieś w Anglii, w hrabstwie Wiltshire. Leży 24 km na południowy zachód od miasta Salisbury i 150 km na południowy zachód od Londynu. W 2001 miejscowość liczyła 107 mieszkańców.